# Flamarion Nunes
Flamarion Nunes Tomazoli, mais conhecido como Flamarion Nunes (Ouro Fino, 27 de agosto de 1951 — Ouro Fino, 27 de janeiro de 2020), foi um futebolista e treinador brasileiro que atuou como volante.

## Carreira

### Jogador
Inicialmente, jogava como médio-volante no time do Sete de Setembro, por duas vezes campeão Sul-Mineiro no início da década de 1960.
Foi revelado pelo Guarani, onde chegou em 1966 e com apenas 17 anos já era titular da equipe principal.
Foi o autor do primeiro gol do Guarani em Campeonatos Brasileiros, no empate por 1 a 1 contra o Nacional, em Manaus, no dia 26 de agosto de 1973.
Foi campeão do primeiro turno do Campeonato Paulista de 1976.
Atuou no Guarani por 10 temporadas, entre 1968 e 1977. É considerado um dos maiores volantes da história do clube e foi um dos principais nomes do clube pré-título brasileiro de 1978, do qual não participou porque foi envolvido em uma troca com Zé Carlos e acabou indo para o Cruzeiro um ano antes.
Logo em sua primeira temporada na Toca da Raposa, Flamarion conquistou o título mineiro.
Depois jogou no Sport e Botafogo de Ribeirão Preto, onde chegou em 1980 e encerrou a carreira em 1984.

### Treinador
Dirigiu o Guarani em 1992 e 1993, Avaí FC e clubes do Oriente Médio. Trabalhou com o treinador Renê Simões no Qatar.
Em 2008, dirigiu o time sub-17 do Guarani, mas deixou o clube alegando falta de pagamento de salários.
Exerceu o cargo de Secretário de Esportes de Ouro Fino.

## Morte
Morreu no dia 27 de janeiro de 2020, após lutar contra um câncer.

## Títulos
Cruzeiro
- Campeonato Mineiro: 1977